# Onkel & Onkel
Onkel & Onkel ist ein 2007 von Volker Oppmann gegründeter Verlag mit Sitz in Berlin. Er zählt zu den Independent-Verlagen, die unabhängig von großen Konzernen betrieben werden.

## Programm
Onkel & Onkel bezeichnet sich selbst als "Independent-Label für visuellen Rock'n'Roll." Schwerpunkt des Programms sind Publikationen aus dem Bereich Illustration und Grafikdesign, darunter Werke von Erwin Wurm und Alexandra Klobouk. 
Darüber hinaus werden literarische Neuerscheinungen und Wiederentdeckungen aus dem deutschen (Susanne Schirdewahn, Hans-Gerd Pyka), skandinavischen  (Tor Åge Bringsværd, Arnt Birkedal, Nikolaj Frobenius, Åshild Kanstad Johnsen) und englischen Sprachraum (Dalton Trumbo) herausgegeben. 
Einzelveröffentlichungen wie das "Führerquartett" und die Reihe der "kleinen bösen Bücher" bewegen sich im Bereich des schwarzen Humors. Bis 2018 erschien auch das jährliche Zozoville Kalendarium der Künstler Mateo Dineen und Johan Potma bei Onkel & Onkel.

## Sonstiges
Onkel & Onkel ist Mitglied der Kurt-Wolff-Stiftung und hat 2008 zusammen mit anderen Independent-Verlagen eine repräsentative gemeinsame Verlagsvorschau herausgegeben. 2008 war er als ausgewählter Gast Teilnehmer der "Frühlingsmesse" des Literarischen Colloquiums Berlin. Der Verlag eröffnete 2008 auch einen Showroom in Berlin-Kreuzberg. 2009 wurde die Firma textunes als Anbieter für mobile publishing ausgegründet.